# Vuattouxia kouassikonani
Vuattouxia kouassikonani är en spindelart som beskrevs av Patrick Blandin 1979. Vuattouxia kouassikonani ingår i släktet Vuattouxia och familjen vårdnätsspindlar.
Artens utbredningsområde är Elfenbenskusten. Inga underarter finns listade i Catalogue of Life.